# 彩花まり
彩花 まり（あやか まり、1月26日 - ）は、日本の女優。元宝塚歌劇団宙組の娘役。
東京都板橋区、聖心女子学院高等科出身。身長163cm。愛称は「しおり」、「しーちゃん」。

## 来歴
2007年、宝塚音楽学校入学。
2009年、宝塚歌劇団に95期生として入団。入団時の成績は8番。宙組公演「薔薇に降る雨／Amour それは…」で初舞台。その後、宙組に配属。
歌手として頭角を現し、2017年、実咲凜音退団公演となるショー「VIVA! FESTA!」で、初のエトワールに抜擢。同年11月19日、朝夏まなと退団公演となる「神々の土地／クラシカル ビジュー」東京公演千秋楽をもって、宝塚歌劇団を退団。

## 宝塚歌劇団時代の主な舞台

### 初舞台
- 2009年4 - 5月、宙組『薔薇に降る雨』『Amour それは…』（宝塚大劇場）

### 宙組時代
- 2009年6 - 7月、『薔薇に降る雨』『Amour それは…』（東京宝塚劇場）
- 2009年11 - 2010年2月、『カサブランカ』
- 2010年3 - 4月、『シャングリラ-水之城-』（ドラマシティ・日本青年館）
- 2010年5 - 8月、『TRAFALGAR（トラファルガー）』『ファンキー・サンシャイン』
- 2010年9月、『銀ちゃんの恋』（全国ツアー） - スケバン
- 2010年11 - 2011年1月、『誰がために鐘は鳴る』
- 2011年3月、『ヴァレンチノ』（ドラマシティ）
- 2011年5 - 8月、『美しき生涯』『ルナロッサ』
- 2011年8月、『ヴァレンチノ』（日本青年館）
- 2011年10 - 12月、『クラシコ・イタリアーノ』 - 新人公演：施設の女職員（本役：藤咲えり）『NICE GUY!!』
- 2012年2月、『仮面のロマネスク』 - ボヌール夫人／貴族の娘『Apasionado!!II』（中日劇場）
- 2012年4 - 7月、『華やかなりし日々』『クライマックス』
- 2012年8 - 11月、『銀河英雄伝説@TAKARAZUKA』 - ラインハルト（少年時代）、新人公演：ジェシカ・エドワーズ（本役：純矢ちとせ）
- 2013年1月、『銀河英雄伝説@TAKARAZUKA』（博多座） - ラインハルト（少年時代）
- 2013年3 - 6月、『モンテ・クリスト伯』 - 新人公演：カルコント（本役：花音舞）『Amour de 99!!-99年の愛-』
- 2013年7 - 8月、『the WILD Meets the WILD』（バウホール） - モニカ・ノースブルック
- 2013年9 - 12月、『風と共に去りぬ』 - 夫人、新人公演：スカーレットII（本役：純矢ちとせ／伶美うらら）
- 2014年2月、『ロバート・キャパ 魂の記録』『シトラスの風II』（中日劇場）
- 2014年5 - 7月、『ベルサイユのばら-オスカル編-』 - 五女、新人公演：ジャルジェ夫人（本役：鈴奈沙也）
- 2014年9月、『SANCTUARY』（バウホール） - ルイーズ
- 2014年11 - 2015年2月、『白夜の誓い -グスタフIII世、誇り高き王の戦い-』 - パリの貴婦人、新人公演：エカテリーナ・アレクセーエヴナ（本役：純矢ちとせ）『PHOENIX 宝塚!!-蘇る愛-』
- 2015年3 - 4月、『TOP HAT』（梅田芸術劇場・赤坂ACTシアター） - お金持ちの妻（アリス）／メイド（ヴェラ）／レビューガール（シンガー）
- 2015年6 - 8月、『王家に捧ぐ歌』 - 女官アルバア、新人公演：ファトマ（本役：美風舞良）
- 2015年10 - 11月、『メランコリック・ジゴロ』 - ティーナ『シトラスの風III』（全国ツアー）
- 2016年1 - 3月、『Shakespeare～空に満つるは、尽きせぬ言の葉～』 - 女官、新人公演：エリザベス1世（本役：美穂圭子）『HOT EYES!!』
- 2016年5月、『王家に捧ぐ歌』（博多座） - アムネリス[3]
- 2016年6月、『Bow Singing Workshop～宙～』（バウホール）
- 2016年7 - 10月、『エリザベート-愛と死の輪舞（ロンド）-』 - リヒテンシュタイン伯爵夫人
- 2016年11 - 12月、『バレンシアの熱い花』 - 夫人／バレンシア－ナの女『HOT EYES!!』（全国ツアー）
- 2017年2 - 4月、『王妃の館』 - 丹野真夜『VIVA! FESTA!』 初エトワール[3]
- 2017年8 - 11月、『神々の土地』 - アリーナ・ロマノヴァ『クラシカル ビジュー』 退団公演[3]

### 出演イベント
- 2010年12月、タカラヅカスペシャル2010『FOREVER TAKARAZUKA』（コーラス）
- 2012年7月、『宝塚巴里祭2012』[4]
- 2014年4月、宝塚歌劇100周年 夢の祭典『時を奏でるスミレの花たち』（コーラス）
- 2017年6 - 7月、『宝塚巴里祭2017』
- 2017年9 - 10月、朝夏まなとディナーショー『LAST EYES!!』

## 宝塚歌劇団退団後の主な活動

### 舞台
- 2018年10 - 11月、『るろうに剣心』（新橋演舞場・大阪松竹座） - 朱音太夫[5]
- 2019年6 - 8月、『エリザベート』（帝国劇場）[6]
- 2020年11 - 12月、『NINE』（TBS赤坂ACTシアター・梅田芸術劇場）[7]
- 2025年10月 - 2026年1月、『エリザベート』（東急シアターオーブ、札幌文化芸術劇場 hitaru、梅田芸術劇場 メインホール、博多座） - ヴィンディッシュ[8]